# Salvador Prasel
Salvador Prasel (1920. − 1990.), hrvatski književnik iz Venezuele. Rodom je iz Mostara. Među djelima ističu mu se Adiós, hogar (Zbogom, dome, 1971) i Máxima culpa (Preveliki grijeh, 1990). Djelo Máxima culpa prevedeno je na hrvatski jezik.